# Keiju Okada (velejador)
Keiju Okada (em japonês:  岡田奎樹, Okada Keiju, 2 de dezembro de 1995) é um velejador japonês.

## Carreira
Sob a influência de seu pai, que era membro do iate clube da Universidade de Oita , ele começou a navegar sozinho em iates aos 5 anos de idade . Ele começou a competir como membro do clube B&G Foundation , e venceu o All Japan Championship na classe menor, a classe OP (classe otimista), quando estava no ensino fundamental. Mudou-se para a província de Fukuoka nas séries finais do ensino fundamental. Ele frequentou a escola secundária Uchihama da cidade de Fukuoka até o primeiro semestre do terceiro ano do ensino médio. No segundo semestre, ele se transferiu para a Escola Secundária Hakuta da cidade de Oita.
Nos campeonatos mundiais dos quais participou no terceiro ano do ensino médio, ficou em terceiro lugar. Depois de se formar na universidade, ele ingressou na Toyota Motor East Japan. Ele se juntou a Junpei Sozono da JR Kyushu e, em 2018, tornou-se o primeiro homem japonês a vencer a Copa do Mundo em Enoshima. Ele ficou em 11º lugar geral na Copa do Mundo de 2019 em Enoshima e foi selecionado para representar o Japão na vela masculina da classe 470 nas Olimpíadas de Tóquio em 2020. Ganhou a medalha de prata na classe mista 470 nas Olimpíadas de Paris em agosto de 2024, ao lado de Miho Yoshioka.